# Wiktor Krawczuk
Wiktor Pietrowicz Krawczuk ros. Виктор Петрович Кравчук (ur. 18 stycznia 1961 we wsi Pałaszer) – rosyjski oficer marynarki wojennej, wiceadmirał, dowódca Floty Bałtyckiej.

## Życiorys
W 1983 ukończył Wyższą Szkołę Marynarki Wojennej Oceanu Spokojnego. Służbę pełnił we flocie oceanicznej na stanowiskach dowódcy działu nawigacyjnego dozorowca i dowódcy kutra rakietowego.
Po ukończeniu w 1988 specjalnych akademickich studiów oficerskich pełnił służbę na stanowisku szefa sztabu i dowódcy dywizjonu kutrów rakietowych, a następnie szefa sztabu i dowódcy brygady kutrów rakietowych.
W 1997 ukończył zaoczne studia w Akademii Marynarki Wojennej im. Admirała Floty Związku Radzieckiego N.G. Kuzniecowa. Następnie do 2000 był zastępcą dowódcy flotylii – szefem służby uzbrojenia i eksploatacji uzbrojenia Flotylli Kaspijskiej.
W 2002 ukończył studia w Wojskowej Akademii Sztabu Generalnego Sił Zbrojnych Federacji Rosyjskiej.
Od 2002 do 2003 był zastępcą dowódcy Flotylli Kaspijskiej, następnie do 2005 szefem sztabu – pierwszym zastępcą dowódcy tej jednostki i od 2005 – jej dowódcą.
W grudniu 2005 został przeniesiony do Floty Bałtyckiej na stanowisko zastępcy dowódcy.
Dekretem Prezydenta Federacji Rosyjskiej z 14 września 2012 został wyznaczony na dowódcę Floty Bałtyckiej, ze stanowiska tego został zwolniony 29 czerwca 2016.